# Scott Burton
Walter Scott Burton III (* 23. Juni 1939 in Greensboro, Alabama; † 29. Dezember 1989 in New York City) war ein US-amerikanischer Bildhauer und Performancekünstler.

## Leben und Werk
Burton wuchs bei seiner Mutter in Eutaw, Alabama auf. 1952 zogen die beiden nach Washington, D.C., wo Burton später bei Leon Berkowitz (1919–87) studierte. Von 1957 bis 1959 war er Kunststudent bei Hans Hofmann (1880–1966) in Provincetown, Massachusetts. Burton ging zum Goddard College, zu Veranstaltungen der George Washington University und der Harvard University. In New York studierte Scott Burton Literaturwissenschaft. Nach dem Bachelor an der Columbia University 1962 folgte 1963 der Master an der New York University. Er lehrte an der University of Iowa.
Sein Werk Bilder einer Figur wurde 1977 auf der documenta 6 in Kassel gezeigt. Die Performance wurde von einem männlichen Modell und einem Möbelstück ausgeführt.
Ab 1980 entstanden „Möbelkunstwerke“. Copper Pedestal Table (1981–1983) ist sowohl ein Tisch als auch eine minimalistische Skulptur.

„Scott was as singular and unique as a person as he was as an artist. His fiercely laconic work destroyed the boundaries between furniture and sculpture, between private delectation and public use and radically altered the way we see many 20th-century masters, including Gerrit Rietveld and Brancusi.“

Burton war bekannt für seine öffentlichen Kunstinstallationen, die häufig in Form von Steinbänken, Tischen und anderen Nutzobjekten gestaltet waren und es dem Betrachter erlaubten, die Werke als Teil des öffentlichen Raums zu erleben. Die Installation Waterfront Plaza in Battery Park City, die er zusammen mit Siah Armajani und weiteren Architekten schuf, gilt als eines seiner bedeutendsten Werke. Teile dieser Installation sollen im Zuge einer Umgestaltung entfernt werden, was Kritiker als Verlust für sein Erbe sehen.
Auch als Kunstkritiker machte Scott Burton sich einen Namen. Elizabeth C. Baker, von 1974 bis 2008 Herausgeberin der Zeitschrift Art in America, äußert sich wie folgt:

„As a critic his enthusiasms were passionate, his dislikes were categorical, (…) He wrote as he would later cut granite, with high style, great clarity of form and a very sharp edge.“

## Vermächtnis und Einfluss
In den 1980er Jahren zählte Burton zu den führenden amerikanischen Bildhauern, dessen Werke für bis zu 100.000 Dollar verkauft wurden. Auf seinem Sterbebett übergab er sein gesamtes künstlerisches Erbe an das MoMA in New York, in der Hoffnung, so seinen Platz in der Kunstgeschichte zu sichern. Das Museum übernahm Burtons Werke, Rechte und den Nachlass, um die Erforschung der Verbindung zwischen angewandter und bildender Kunst zu fördern und Burtons Reputation zu bewahren. Diese Entscheidung erwies sich jedoch als problematisch, was dazu führte, dass Burtons Bedeutung in der Kunstwelt zunehmend in Vergessenheit geriet.
Die Preise für Burtons Werke sanken, und viele seiner öffentlichen Skulpturen wurden entfernt oder verändert. Einige seiner Befürworter, darunter der Kunsthistoriker David Getsy und Künstler wie Álvaro Urbano, setzen sich jedoch weiterhin für Burtons Erbe ein. Urbano präsentierte 2024 in einer Ausstellung das Werk Atrium Furnishment, das Burton ursprünglich für ein Gebäude in Manhattan schuf, in der Hoffnung, Burtons Werk dadurch einen dauerhaften Platz zu sichern.
Auch Projekte wie das Scott Burton Memorial Fund, das vom Verkauf seiner Werke unterstützt wird, stockten, da MoMA seit 2012 nicht mehr aktiv mit Galerien zusammenarbeitete, um Burtons Skulpturen zu verkaufen. Der Kunstmarkt reagierte darauf mit einem deutlichen Wertverlust seiner Werke.
Burtons Arbeiten inspirieren weiterhin Künstler und Historiker, besonders aufgrund ihrer Interaktivität und der subtilen Integration in öffentliche Räume. Seine Werke, die oft als "skulpturale Möbel" bezeichnet werden, laden die Betrachter ein, sich in öffentlichen Räumen niederzulassen und Kunst im Alltag zu erleben.

## Ausstellungen (Auswahl)
- 1972: Group Behavior Tableaux Whitney Museum of American Art, New York[7]
- 1976: Pair Behavior Tableaux Solomon R. Guggenheim Museum, New York
- 1977: documenta 6, Kassel
- 1978: Young American Artists: 1978 National Exxon Exhibition Solomon R. Guggenheim Museum, New York
- 1982: documenta 7, Kassel
- 1986: Retrospektive Baltimore Museum of Art, Baltimore
- 1987: documenta 8, Kassel
- 1989: Scott Burton: Sculptures 1980-89 Württembergischer Kunstverein Stuttgart, Stuttgart
- 2000: Richard Artschwager, Scott Burton, Donald Judd, Clay Ketter Ileana Sonnabend Gallery, New York City